# Tiny Tiger
Tiny Tiger es un Tigre de Tasmania creado por el Dr. Nitrus Brio, y es un personaje ficticio de la saga de videojuegos de Crash Bandicoot.

## Descripción
Tiny Tiger apareció por primera vez en Crash Bandicoot 2: Cortex Strikes Back como jefe de la tercera sala de transportaciones. 
Tiny Tiger es un tigre mutado extremadamente musculoso. Tiene orejas puntiagudas, cejudo, con una gran nariz y una gruesa mandíbula. Su torso es fornido y ancho al contrario de la parte inferior de su cuerpo, con cintura y piernas delgadas. Solo viste con un taparrabos verde y unas zapatillas rojas. También usa unos brazaletes y unas hombreras con pinchos. 
Tiny Tiger sufre de deficiencia mental (tiene un cerebro pequeño), por lo que no es muy listo y es muy ingenuo y torpe, con problemas para hablar, hasta se dice que Crash es mucho más inteligente que él. Debido a esto, Crash Bandicoot  no tiene mayor dificultad para derrotarlo.
Durante todos los juegos, Tiny suele ser muy torpe e incompetente para llevar a cabo los planes de Cortex,ya que cuando se le encarga algo al final termina estropeandolo,cuando se le encarga el trabajo de destruir a Crash,generalmente suele usar la fuerza bruta, y no aplica el conocimiento ni la estrategia,Crash siempre se aprovecha de su falta de intelecto para derrotarle mediante unas estrategias improvisadas.
Pero Tiny fue modificado radicalmente desde Crash of the Titans. Primero cambiando a ser un tigre de bengala con un rostro completamente diferente al del personaje creado originalmente por Naughty Dog. También se cambió su personalidad, transformándose en un tipo con voz aguda y afeminada mostrándose con carácter cobarde.

## Principales actos
Tiny Tiger está bajo las órdenes de Cortex, y es, junto con N.Gin, el único que no lo ha traicionado directamente.

### EnCrash Bandicoot 2: Cortex Strikes Back
Es el tercer jefe de fase: sin embargo, y dada la cantidad de mentiras de Cortex, no se sabe si lucha con o contra el.esto causa un problema en la historia ya que no se sabe si tiny estaba de parte cortex o de nitrus brio, es posible que tiny haya estado al lado de brio ya que cortex dijo que no tenía ningún aliado para buscar los cristales (por eso le pidió a crash buscar los cristales) además brio dijo que enviaría a todas sus fuerzas para detener a crash incluyendo a tiny por lo que significa que tiny si estuvo al lado de brio pero eso no explica porque tiny ahora estaba al lado de cortex en crash bandicoot 3.

### EnCrash Bandicoot: Warped
En esta parte de la saga se ocupa de la primera área e intenta arrebatarle los cristales a Crash en el coliseo romano.

### EnCrash Team Racing
Aquí actúa como el resto de los personajes compitiendo en las carreras, Su Pista es tiny arena

### EnCrash Bandicoot: La venganza de Cortex
Asiste a la reunión de malvados de Uka-Uka. Después aparece como enemigo pasivo en algunos escenarios, junto a N.Tropy y Dingodile y también en algunos niveles donde crash se encuentra dentro de una especie de bola de hámster aparece para impedir su paso.

### EnCrash Bash
Al igual que en Crash Team Racing, Tiny es uno de los ocho personajes jugables durante el juego. En este juego, al igual que Dingodile, entra en el bando de Aku Aku y se une a los héroes.
Es muy bueno en los juegos de guerras de tanques (Tank Wars) y en la pelea de cajas (Crate Crush).

### Crash Bandicoot: The Huge Adventure
En este juego es el tercer jefe y su batalla se encuentra en un cascada su batalla es como la del crash bandicoot warped.

### EnCrash Twinsanity
Aparece junto a varios enemigos de la saga apoyando al Dr. Neo Cortex en la fiesta sorpresa de Crash.

### EnCrash of the Titans
Está en el capítulo de lava. En ese juego ya su aspecto es cambiado: traje militar, aspecto de tigre, gorro militar, patas de 3 garras, su voz se vuelve afeminada y es un poco cobarde.
- Datos: Q926400